# Occidenchthonius tenerifae
Espèce
Synonymes
- Chthonius tenerifae Mahnert, 2011

Occidenchthonius tenerifae est une espèce de pseudoscorpions de la famille des Chthoniidae.

## Distribution
Cette espèce est endémique de Tenerife aux îles Canaries en Espagne,. Elle se rencontre dans le Barranco de los Cochinos.

## Description
La femelle holotype mesure 1,64 mm.

## Étymologie
Son nom d'espèce lui a été donné en référence au lieu de sa découverte, Tenerife.

## Publication originale
- Mahnert, 2011 : A nature's treasury: pseudoscorpion diversity of the Canary Islands, with the description of nine new species (Pseudoscorpiones, Chthoniidae, Cheiridiidae) and new records. Revista Iberica de Aracnologia, vol. 19, no 1, p. 27-45 (texte intégral).